# Patricia Obee
Patricia Obee (* 31. Oktober 1991 in Saanich, British Columbia) ist eine kanadische Leichtgewichts-Ruderin. 

## Sportliche Karriere
Die 1,65 m große Patricia Obee begann 2009 mit dem Rudersport. Bei den U23-Weltmeisterschaften 2010 trat sie in zwei Bootsklassen an: Mit dem Leichtgewichts-Doppelzweier belegte sie den fünften Platz, mit dem Achter erhielt sie die Bronzemedaille. 2011 belegte sie beim Weltcup in Luzern den achten Platz im Leichtgewichts-Einer. In dieser Bootsklasse gewann sie auch die Bronzemedaille bei den U23-Weltmeisterschaften. Bei den Weltmeisterschaften 2011 in der Erwachsenenklasse trat sie mit Lindsay Jennerich im Leichtgewichts-Doppelzweier an, die beiden erhielten die Silbermedaille hinter den Griechinnen Christina Giazitzidou und Alexandra Tsiavou. Bei den Olympischen Spielen 2012 erreichten Jennerich und Obee den siebten Platz. 
2013 ruderte Obee im Leichtgewichts-Einer und belegte den neunten Platz bei den Weltmeisterschaften. 2014 kehrte Lindsay Jennerich nach einem Jahr Pause zurück in den Leichtgewichts-Doppelzweier, bei den Weltmeisterschaften erhielten Obee und Jennerich die Silbermedaille hinter den Neuseeländerinnen Julia Edward und Sophie MacKenzie. Im Jahr darauf lief es für die beiden Kanadierinnen im Weltcup mit dem 14. Platz in Luzern enttäuschend, bei den Weltmeisterschaften 2015 erreichten sie aber das A-Finale und belegten den vierten Platz. 2016 siegten Jennerich und Obee bei der Weltcup-Regatta in Luzern. Bei den Olympischen Spielen 2016 erreichten die beiden das Ziel mit einer Sekunde Rückstand auf die Niederländerinnen Ilse Paulis und Maaike Head und erhielten die olympische Silbermedaille.